# NGC 4636
NGC 4636 is een elliptisch sterrenstelsel in het sterrenbeeld Maagd. Het hemelobject werd op 23 februari 1784 ontdekt door de Duits-Britse astronoom William Herschel.

## Synoniemen
- UGC 7878
- MCG 1-32-137
- ZWG 43.2
- VCC 1939
- PGC 42734